# ماركوس غودريش
ماركوس غودريش (بالإنجليزية: Marcus Goodrich)‏ (28 نوفمبر 1897، سان أنطونيو في الولايات المتحدة - 20 أكتوبر 1991، ريتشموند في الولايات المتحدة)؛ روائي أمريكي.

## روابط خارجية
- ماركوس غودريش على موقع IMDb (الإنجليزية)
- ماركوس غودريش على موقع قاعدة بيانات الفيلم (الإنجليزية)